# Bojewyan
Bojewyan – wieś w Anglii, w Kornwalii. Leży 10 km na północny zachód od miasta Penzance i 417 km na zachód od Londynu.